# Adelaide-lombjáró
Az Adelaide-lombjáró (Setophaga adelaidae)  a madarak osztályának verébalakúak (Passeriformes) rendjébe és az újvilági poszátafélék (Parulidae) családjába tartozó faj.

## Rendszerezése
A fajt Spencer Fullerton Baird amerikai természettudós és ornitológus írta le 1865-ben, a Dendroica nembe Dendroica adelaidae néven.

## Előfordulása
Nagy-Antillák szigetvilágához tartozó Puerto Rico területén honos. Természetes élőhelyei a mérsékelt övi erdők és szubtrópusi vagy trópusi száraz erdők, síkvidéki és hegyi esőerdők, cserjések. Állandó, nem vonuló faj.

## Megjelenése
Testhossza 14 centiméter, testtömege 5–8 gramm.

## Természetvédelmi helyzete
Az elterjedési területe kicsi, egyedszáma viszont stabil. A Természetvédelmi Világszövetség Vörös listáján nem fenyegetett fajként szerepel.